# USS San Francisco (SSN-711)
USS San Francisco (numer taktyczny SSN-711) — amerykański okręt podwodny o napędzie atomowym, należący do typu Los Angeles, określanego też jako "688" (od numeru taktycznego SSN 688 pierwszego okrętu serii). Zwodowany 27 października 1979, wszedł do służby 24 kwietnia 1981 roku.
Okręt służył na Pacyfiku i bazował w Pearl Harbor. W 2002 został przebazowany na wyspę Guam.

## Zderzenie z górą podmorską

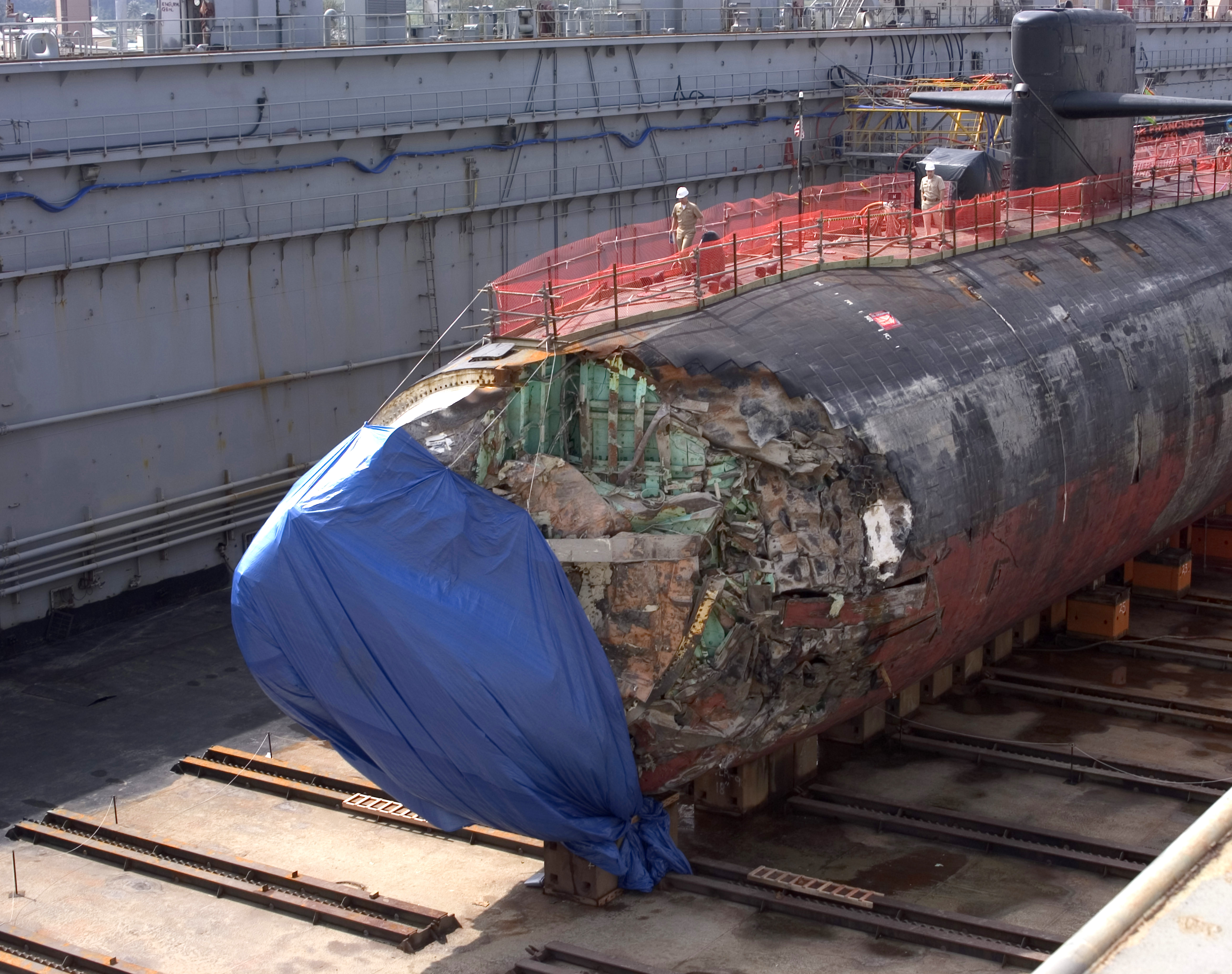
USS "San Francisco" w suchym doku po zderzeniu

8 stycznia 2005 roku okręt zderzył się z górą podmorską około 350 mil na południe od Guamu. W momencie zderzenia okręt był na głębokości 160 metrów i płynął z maksymalną prędkością 35 węzłów (65 kilometrów na godzinę). Uszkodzenia spowodowane zderzeniem były tak poważne, że okręt o mało nie zatonął. Większość marynarzy ze 137-osobowej załogi odniosło obrażenia, jeden z nich, 24-letni Joseph Allen “Joey” Ashley potem zmarł, a 23 skorzystało z pomocy medycznej lekarzy marynarki, którzy zostali przerzuceni śmigłowcem na okręt następnego dnia. Pomimo zderzenia reaktor jądrowy nie został uszkodzony i okręt zdołał o własnych siłach dopłynąć 10 stycznia do Guamu pod eskortą okrętów pomocniczych.
Komisja badająca wypadek orzekła, że dowódca okrętu komandor porucznik Kevin Mooney, był odpowiedzialny za niewypełnienie kilku krytycznych procedur nawigacyjnych na okręcie. Za karę otrzymał list naganny i został pozbawiony dowództwa, jednak nie oskarżono go o popełnienie przestępstwa i nie pociągnięto do odpowiedzialności przed sądem wojskowym. Sześciu innych członków załogi również otrzymało listy naganne, natomiast 20 innych oficerów i marynarzy odznaczono i przyznano wyróżnienia za działania podczas ratowania okrętu.
Góra podmorska w którą uderzył okręt nie była zaznaczona na mapie używanej przez załogę do nawigacji, ale była zaznaczona na innych mapach dostępnych na okręcie jako rejon "wody o innym kolorze", jeden ze znaków płytszej wody. Marynarka orzekła, że informacja o obecności góry powinna była być naniesiona na wszystkich mapach używanych do nawigacji - szczególnie dla tej części oceanu która była niezbyt dokładnie zbadana - i że nieuczynienie tego było złamaniem prawidłowej procedury.  
Ponadto, wykonywane przez okręt w odstępach kilkunastu minut pomiary głębokości dna przed zderzeniem wykazywały nieco inną (lecz wciąż znaczną) głębokość niż tą zaznaczoną na mapach nawigacyjnych. Zamiast sprawdzić przyczynę niezgodności, załoga zignorowała ją, przyjmując, że jest spowodowana wysoką prędkością okrętu. Poza tymi prostymi pomiarami głębokości dna bezpośrednio pod okrętem, nie było praktycznej możliwości wykrycia zbliżającej się góry. Jako że odstępy między pomiarami były znaczne, zbliżająca się stroma góra nie została wykryta przed zderzeniem. Choć okręt był wyposażony w silny aktywny sonar zdolny do wykrywania otaczających go obiektów, ten jest z reguły używany tylko w rzadkich przypadkach, gdyż wysyłane przez niego fale dźwiękowe zdradzają obecność okrętu na ogromne dystanse. Prawdopodobnie ta sama obawa przed wykryciem była powodem długich odstępów między pomiarami głębokości dna, które również w pewnym stopniu zdradzały pozycję okrętu.
Całkowitemu zniszczeniu uległa dziobowa antena sonaru BQQ-5A(V)1 i znajdujące się za nią urządzenia do dziobowej grodzi naciskotrwałej. Uszkodzone zostały dwie lewoburtowe wyrzutnie torped i zbiorniki balastowe, ale kadłub sztywny pozostał szczelny. Jako że okręt stosunkowo niedawno przeszedł skomplikowaną operację wymiany paliwa jądrowego i miał służyć do 2017 roku, Marynarka uznała, że naprawa jest opłacalna. Okręt został naprawiony przez usunięcie całej uszkodzonej sekcji dziobowej i zamontowanie na jej miejscu takiej samej sekcji z okrętu USS "Honolulu" (SSN-718), wycofanego ze służby w 2006 i powrócił do służby w kwietniu 2009 roku.